# Perizoma semipleta
Perizoma semipleta är en fjärilsart som beskrevs av Paul Dognin 1911. Perizoma semipleta ingår i släktet Perizoma och familjen mätare. Inga underarter finns listade i Catalogue of Life.